# El Titi de Marchena
Manuel Fernández Fernández, né à Marchena (Andalousie, Espagne) en 1891 et mort dans cette même commune le 19 janvier 1953, connu sous le nom de scène de El Titi de Marchena ou Titi del Quico ou  simplement El Titi, est un guitariste espagnol de flamenco.

## Biographie
El Titi de Marchena est un proche familier des frères guitaristes Miguel el Bizco, Chico Melchor et Melchor de Marchena. Cousin du chanteur Juan el Cuacua et neveu de Manuela Reyes et de sa sœur la Gilica.
Il avait l'habitude de jouer avec Jarrito, Ramón Montoya, La Sordita, El Carbonerillo, Manuel Vallejo, Niño Ricardo, Manolo Caracol, Antonio Mairena ou Canalejas entre autres, donnant des  récitals dans tout le pays, surprenant toutefois la majorité de ses compagnons professionnels, non par son jeu mais par sa grande capacité pour les bulerias, bien que ne les ayant jamais exécutées en tant que professionnel.
Il se chargea de donner des cours à la progéniture de la famille Lucía, à savoir Paco de Lucía, Pepe de Lucía et Ramón de Algeciras, qui apprirent le flamenco avec leur père mais également avec lui,.